# Pseudomonas aeruginosa
Pseudomonas aeruginosa (syn. Bacterium pyocyaneum) je pohyblivá gramnegativní bakterie se slizovou vrstvou patřící do skupiny fluorescenčních pseudomonád. Jako potenciální patogen vyvolává řadu onemocnění, jako je zánět močových cest, středního ucha či hnisání popálenin.

## Faktory virulence
Produkuje exotoxin A, který blokuje proteosyntézu. Alginát působí jako adhezivní faktor. Pyocyanin tvoří volné kyslíkové radikály. Pyoverdin je zodpovědný za vázání železa a zelenomodré zbarvení kolonií na krevním agaru. Dále produkuje proteázy a hemolyziny.

## Patogenita
U pacientů s cystickou fibrózou způsobuje pneumonie. U diabetiků a intravenózních narkomanů je zodpovědná za osteomyelitidu. U pacientů, kteří mají dlouhodobě zavedený katétr může vyústit v pyelonefritidu. Je také obávaným agens infekce popálenin.

## Terapie
Je značně rezistentní vůči antibiotikům a je pečlivě sledována v lékařství, hygienické a potravinářské mikrobiologii. Léčí se kombinací piperacilinu (jeden z ureidopenicilinů) v kombinaci s inhibitory beta-laktamáz. Některé kmeny jsou také citlivé na aminoglykosidy, karbapenemy (imipenem) a ciprofloxacin.